# Nikolaos Politīs
Nikolaos Politis (in greco Νικόλαος Πολίτης?; 15 agosto 1994) è un ex taekwondoka greco.

## Palmarès
- Europei

Manchester 2012: bronzo nei 54 kg.